# Oktiabr´skoje pole
Oktiabr´skoje pole (ros. Октябрьское Поле – Październikowe pole) – stacja moskiewskiego metra linii Tagańsko-Krasnopriesnieńskiej (kod 124). Nazwa stacji pochodzi od dzielnicy, gdzie jest położona. Przez dokładnie trzy lata stanowiła stację końcową linii. Wyjścia prowadzą na ulice Marszała Sokołowskogo, Marszała Biriuzowa, Marszała Malinowskogo i Narodnogo Opołczenija.

## Wystrój
Stacja jest trzykomorowa, jednopoziomowa, posiada jeden peron. Stacja posiada dwa rzędy 26 kolumn pokrytych anodyzowanym aluminium (jest to pierwsza stacja w moskiewskim metrze, gdzie zastosowano takie pokrycie). Ściany nad torami pokryto białym i szarym marmurem oraz udekorowano stalowymi panelami przedstawiającymi sierp i młot. Podłogi wyłożono ciemnym granitem i marmurem.